# Ольштынская культура

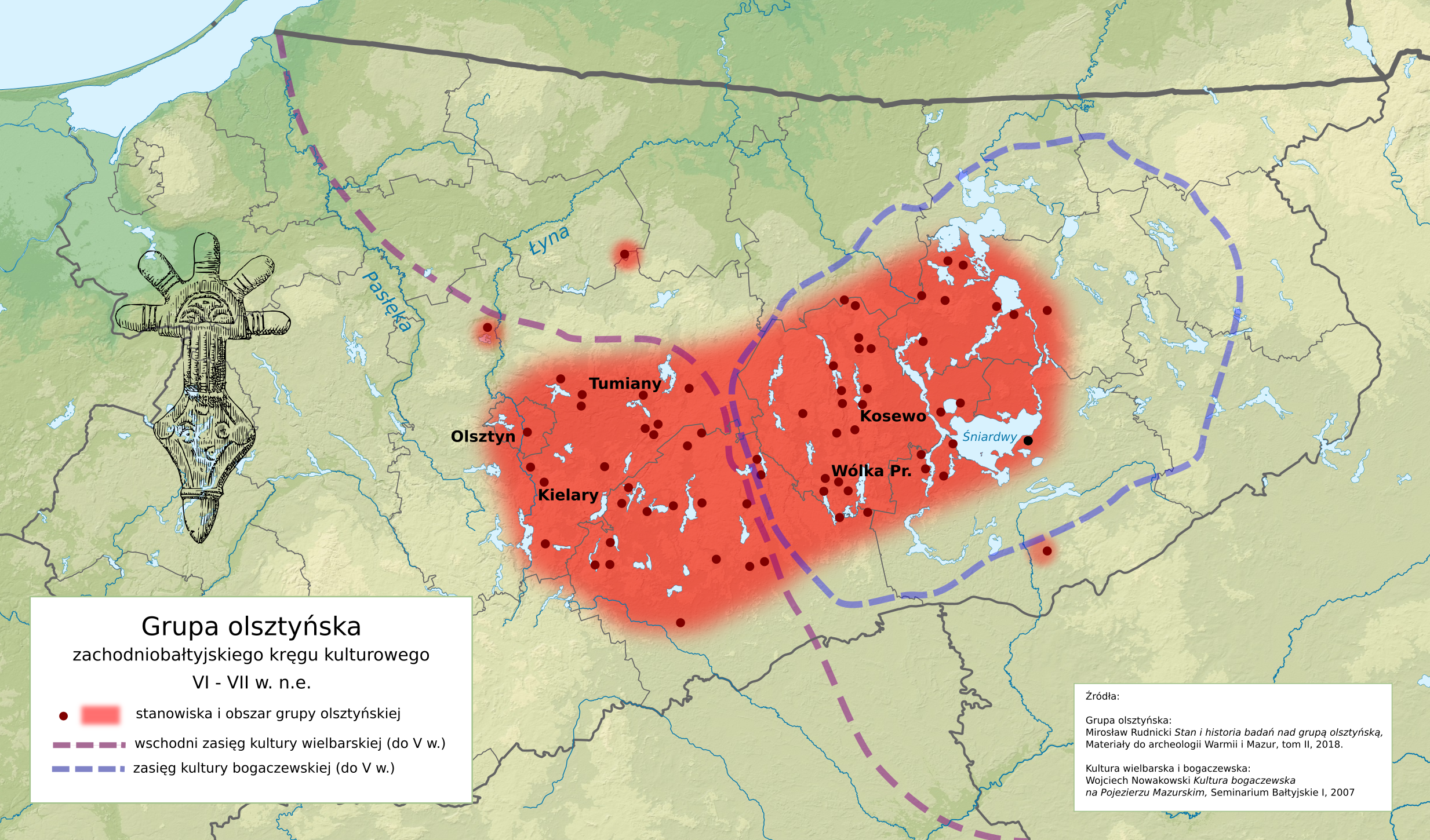
Ольштынская культура (VI-VII вв.)

Балтские культуры раннего железного века:
Культура Доллькайм-Коврово — Самбийско-натангийская группа
Ольштынская культура — Западномазурская группа (Галинды)
Судавская культура — Восточномазурская группа (Ятвяги)
Мемельская культура — Нижненеманская и западно-латвийская группа (Курши)
Культура штрихованной керамики
Милоградско-подгорцевская культура
Днепро-двинская культура
Поморская культура
Культура подклёшевых погребений

Ольштынская культура входила в состав круга западнобалтских культур. Селения этой культуры появились с V века н. э., а развивались в VI—VII вв. н. э. на территории Мазурского Поозерья, в небольшой части области вельбарской культуры, а также на территориях, где ранее появились селения богачёвской культуры.

## Погребальный обряд
- обряд кремации: ямный или зольный;
- под могилами мужчин (воинов) размещались захоронения лошадей;
- самые известные кладбища это Тумяны и Келары;
- оконные урны: урны с прямоугольными или круглыми отверстиями, имитирующими окна (отражают контакты с саксами).

## Инвентарь
- серебряные или позолоченные, богато украшенные пластинчатые заколки;
- бронзовые или позолоченные серебряные пряжки;
- наиболее известна пряжка от ремня, найденный на кладбище в Косево около Мронгово.

Прослеживаются внешние контакты, которые выражаются богатством металлических предметов, украшений и частей костюмов, принадлежащих к широкому спектру германской культуры.